# Il viaggio a Reims
(Don Profondo, Milord Sidney, Don Alvaro)
Il viaggio a Reims (titolo completo: Il viaggio a Reims ossia L'albergo del Giglio d'oro) è un'opera buffa in un atto di Gioacchino Rossini su libretto di Luigi Balocchi ispirato da Corinna o l'Italia di Madame de Staël.

L'opera fu composta per l'incoronazione di Carlo X a re di Francia e fu eseguita per la prima volta a Parigi, nel Théâtre Italien, il 19 giugno 1825.
L'opera non ha una sua ouverture. La cosiddetta sinfonia de Il viaggio a Reims, derivata da una serie di danze de L'assedio di Corinto (1826), una delle quali era stata rielaborata da Rossini proprio su un auto-imprestito dai balletti finali de Il viaggio a Reims, è frutto di un'erronea attribuzione o di un falso storico. Essa è stata pubblicata a Milano, nel 1938, nella revisione di Giuseppe Piccioli, e fu eseguita per la prima volta al Teatro alla Scala, il 5 novembre 1938, sotto la direzione di Richard Strauss. Essa è stata in seguito ripetutamente registrata come presunta ouverture de Il viaggio a Reims, finché non è stato possibile addivenire alla ricostruzione della partitura.

## Vicende storiche
L'opera, pur essendo formalmente costituita da un atto unico, è di dimensioni notevoli (dura circa tre ore) e fu in effetti suddivisa in tre parti alla sua prima rappresentazione. Essa ottenne comunque un deciso successo, dovuto soprattutto, da un lato, alla grande attesa dei parigini per la prima opera composta dal Cigno di Pesaro per la capitale francese, dall'altro alla fama e bravura dei numerosi artisti, tutti i gran nomi del canto italiano allora presenti a Parigi, con qualche rinforzo locale di rilievo.
Dato il suo carattere celebrativo e d'occasione, l'opera non poteva entrare in repertorio, e infatti Rossini ne ritirò la partitura dopo sole altre tre rappresentazioni e ne impedì ogni altra esecuzione, limitandosi, tre anni dopo, a riutilizzarne egli stesso molti numeri per Le Comte Ory. Nel 1848, tuttavia, il Théâtre Italien riuscì in qualche modo a rimetterla in scena, su un nuovo libretto intitolato Andremo a Parigi?, per celebrare, questa volta, niente meno che le barricate rivoluzionarie. Dopo un'ulteriore fugace riapparizione come Il viaggio a Vienna, nel 1854, in occasione delle nozze tra Francesco Giuseppe e Elisabetta di Baviera, dell'opera non si ebbe più notizia e la partitura fu ritenuta per più di un secolo dispersa, fino al ritrovamento nel 1977, presso la Biblioteca del Conservatorio di Santa Cecilia a Roma, delle parti non prese in prestito per Le Comte Ory.
Grazie alla Fondazione Rossini di Pesaro, la musicologa Janet Johnson coadiuvata da Philip Gossett ha ricostruito e pubblicato la partitura dell'opera, che è stata quindi rappresentata al Rossini Opera Festival di Pesaro il 18 agosto 1984, con la direzione d'orchestra di Claudio Abbado in una memorabile produzione con la regia di Luca Ronconi e la scenografia di Gae Aulenti. La prestigiosa compagnia di canto annoverava, tra le prime parti, nomi come quelli di Cecilia Gasdia, Lucia Valentini Terrani, Lella Cuberli, Katia Ricciarelli, Samuel Ramey, Ruggero Raimondi, Enzo Dara e Leo Nucci, mentre tra i comprimari figuravano cantanti del livello di Bernadette Manca di Nissa, William Matteuzzi e Giorgio Surjan. Da allora l'opera è stata ripresa, dapprima in molti dei maggiori teatri d'opera del mondo, come nella prima del 1985 al Teatro alla Scala di Milano con lo stesso cast con Chris Merritt come Libenskof ed Armando Ariostini come Antonio; nel 1986 a Saint Louis (Missouri); nel 1987 al Guildhall School of Music and Drama di Londra; nel 1992 al Royal Opera House, Covent Garden di Londra con Carlo Rizzi (direttore d'orchestra), Montserrat Caballé, Renée Fleming, John Aler e Sylvia McNair; nel 2005 al Grand Théâtre de Monte Carlo con Patrizia Ciofi, Sara Mingardo, Rockwell Blake e Raimondi; nel 2007 al Washington National Opera per il Teatro Mariinskij; nel 2012 al Teatro Comunale di Firenze con Domenico Balzani; e ancora fino ad una delle ultime rappresentazioni nel 2017 al Teatro dell'Opera di Roma con la direzione di Stefano Montanari con Maria Grazia Schiavo nel ruolo della Contessa di Folleville, poi anche in molti teatri di provincia come al Teatro Sociale di Como per la prima del settembre 2018.
Contrariamente alle aspettative, lo straordinario numero di cantanti necessario per rappresentare Il viaggio a Reims e la relativa gracilità della sua trama, invece di esserne un ostacolo alla diffusione, la facilitano. Da una parte si è visto che, essendo le parti vocali non particolarmente estese, l'opera può essere affidata agevolmente a una compagnia di giovani, dall'altra essa offre a registi fantasiosi la possibilità di sbizzarrirsi in trovate scenotecniche e registiche (come nel 2003 nell'allestimento di Dario Fo all'Opera di Helsinki o di Damiano Michieletto all'Opera di Roma nel 2017)

## Trama
A  Plombières, nell'albergo termale "Il Giglio d'Oro" sono radunati ospiti illustri che si preparano a partire insieme per Reims per assistere all'incoronazione di re Carlo X. Tra questi, le belle e capricciose dame dell'alta società, la contessa di Folleville, che "per le mode notte e dì delira", la vedova polacca Melibea e Corinna, una famosa improvvisatrice romana, corteggiate, con maggiore o minor successo, dai nobili della compagnia: il Grande spagnolo Don Alvaro, il conte russo Liebenskof, il console inglese Lord Sidney e il cavaliere francese Belfiore. Il barone tedesco Trombonok, fanatico della musica, e Don Profondo, fanatico di antiquariato, completano la compagnia.
Mentre fervono i preparativi per la partenza (introduzione: "Presto, presto! Su coraggio"), Madama Cortese, proprietaria dello stabilimento, dà ordine alla servitù di affrettare i preparativi per il viaggio (cavatina e cabaletta: "Di vaghi raggi adorno... Or state attenti badate bene, i forestieri presto sen vanno"). Arriva la notizia che il guardaroba della contessa di Folleville (tra cui i vestiti preparati per l'incoronazione) è andato perso in un incidente della diligenza che li trasportava, causando un momentaneo mancamento a quest'ultima. Mentre medico Prudenzio e il barone Trombonok discutono su come soccorrerla la contessa rinviene e accoglie con gioia la notizia che almeno l'amato cappellino si è salvato tra l'ilarità generale (aria e cabaletta: "Partir, oh ciel, desio... Grazie vi rendo, oh Dei!").
Entra Melibea assieme a Don Alvaro. I due sono sorpresi dal conte Liebenskof, follemente geloso, minaccia di sfidare lo spagnolo a duello (sestetto: "Sì, di matti una gran gabbia") ma gli animi si calmano quando si ode, fuori scena, la cantata di Corinna (cavatina: "Arpa gentil, che fida") che invita all'amore fraterno e auspica il trionfo della croce sulla mezza luna ottomana.
Nel frattempo Lord Sidney, come ogni giorno, fa recapitare in segreto dei fiori a Corinna, troppo timido per dichiararle il suo amore (scena e aria: "Invan strappar dal core... Dell’alma diva"). Entrata in scena, questa intuisce l'origine del pegno d'amore, e discute poi con la sua protetta Delia le notizie circa la guerra di liberazione greca. Rimasta sola, viene avvicinata dal donnaiolo Cavalier Belfiore che cerca di corteggiarla, ottenendo però un rifiuto scandalizzato (duetto: "Nel suo divin sembiante... Oh, quanto ingannasi").
Don Profondo, appassionato antiquario, che ha assistito alla scena, si prepara per il viaggio facendo l'ironico inventario degli effetti personali degli ospiti (aria: "Medaglie incomparabili"). Arriva però la notizia che non si trovano più cavalli per Reims. Dopo un momento di sbigottimento generale, la contessa, offrendo ospitalità alla compagnia, propone di partire il mattino seguente con la diligenza giornaliera per Parigi, dove si stanno allestendo grandi festeggiamenti per il re di ritorno da Reims (concertato per 14 solisti: "Ah! A tal colpo inaspettato... Tra dolci e cari palpiti").
Per la sera viene quindi organizzato un banchetto. Prima però, grazie all'intervanto del barone, Melibea e il conte Liebenskof si rinconciliano, dopo che questo le ha chiesto perdono per la sua gelosia (duetto: "D'alma celeste, oh dio!... Ah no, giammai quest'alma"). Infine, durante la festa, tra canti e balli, i convitati celebrano  la famiglia reale improvvisando sugli inni delle rispettive nazioni e Corinna improvvisa sulle virtù di Carlo X (finale: "L'allegria è un sommo bene... Or che regna fra le genti... All'ombra amena").

## Personaggi e interpreti
| personaggio | tipologia vocale                     | primo interprete, 19 giugno 1825 (Direttore: Gioacchino Rossini) | ripresa dell'opera 18 agosto 1984 (Direttore: Claudio Abbado) |
| --- | ------------------------------------ | ---------------------------------------------------------------- | ------------------------------------------------------------- |
| Madama Cortese | soprano                              | Ester Mombelli                                                   | Katia Ricciarelli                                             |
| Contessa di Folleville | soprano                              | Laure Cinti-Damoreau                                             | Lella Cuberli                                                 |
| Corinna | soprano                              | Giuditta Pasta                                                   | Cecilia Gasdia                                                |
| Marchesa Melibea | contralto                            | Adelaide Schiassetti                                             | Lucia Valentini Terrani                                       |
| Conte di Libenskof | tenore                               | Marco Bordogni                                                   | Francisco Araiza                                              |
| Cavaliere Belfiore | tenore                               | Domenico Donzelli                                                | Edoardo Giménez                                               |
| Lord Sidney | basso                                | Carlo Zucchelli                                                  | Samuel Ramey                                                  |
| Don Alvaro | basso                                | Nicolas Levasseur                                                | Leo Nucci                                                     |
| Barone di Trombonok | buffo                                | Vincenzo Graziani                                                | Enzo Dara                                                     |
| Don Profondo | buffo                                | Felice Pellegrini                                                | Ruggero Raimondi                                              |
| Don Prudenzio | basso                                | Luigi Profeti                                                    | Giorgio Surjan                                                |
| Modestina | mezzosoprano                         | Marietta Dotti [Dotty]                                           | Bernadette Manca di Nissa                                     |
| Don Luigino | tenore                               | Piero Scudo                                                      | Oslavio Di Credico                                            |
| Maddalena | mezzosoprano                         | Caterina Rossi                                                   | Raquel Pierotti                                               |
| Antonio | basso                                | Ferdinando Auletta                                               | Luigi De Corato                                               |
| Zefirino | tenore                               | Luigi Giovanola                                                  | Ernesto Gavazzi                                               |
| Gelsomino | tenore                               | Hyacinthe-Maturin Trévaux                                        | William Matteuzzi                                             |
| Delia | soprano                              | Maria Amigo                                                      | Antonella Bandelli                                            |
| Antonio | basso                                | Ferdinando Auletta                                               | Armando Ariostini                                             |
| Quattro virtuosi ambulanti | soprano, mezzosoprano, tenore, basso | Amigo, Dotty, Giovanola, Scudo                                   |                                                               |
| Quattro marionette ballerine |                                      |                                                                  | Il Teatro di Gianni e Cosetta Colla                           |
| Cori di Contadini e contadine, Giardiniere e giardinieri, Servi. Ballerini e ballerine. Servitori de' viaggiatori dell'albergo. [Donne de' bagni]. |                                      |                                                                  |                                                               |

## Organico orchestrale
La partitura di Rossini prevede l'utilizzo di
- 3 flauti (III. anche ottavino), 2 oboi, 2 clarinetti, 2 fagotti
- 4 corni, 2 trombe, 3 tromboni, serpentone (solo nel Coro N.9)
- timpani, grancassa, piatti, triangolo, campanelli, banda turca
- arpa
- archi

Per i recitativi secchi
- pianoforte (violoncello e contrabbasso ad libitum)

## Struttura musicale

### Atto unico
1. Introduzione Presto, presto, su coraggio  - Di vaghi raggi adorno - Or state attenti badate bene, i forestieri presto sen vanno(Maddalena, Coro, Don Prudenzio, Antonio, Madama Cortese)
2. Aria Partir, o ciel! Desio (Contessa)
3. Sestetto e Cavatina Sì, di matti una gran gabbia - Arpa gentil (Trombonok, Don Profondo, Don Alvaro, Melibea, Libenskof, Madama Cortese, Corinna)
4. Scena ed Aria Invan strappar dal core (Sidney, Coro)
5. Recitativo accompagnato e Duetto Nel suo divin sembiante (Belfiore, Corinna)
6. Aria Medaglie incomparabili  (Don Profondo)
7. Gran pezzo concertato a 14 voci A tal colpo inaspettato - Signori, ecco una lettera (Contessa, Madama Cortese, Corinna, Delia, Melibea, Modestina, Libenskof, Belfiore, Zefirino, Don Alvaro, Sidney, Trombonok, Don Profondo, Prudenzio)
8. Recitativo accompagnato e Duetto D'alma celeste - Al barbaro rigore (Melibea, Libenskof)
9. Finale: 
  1. Ritornello
  2. Coro L'allegria è un sommo bene
  3. Inno tedesco Or che regna tra le genti (Trombonok)
  4. Polacca Ai prodi guerrieri (Melibea)
  5. Inno russo Onor, gloria ed alto omaggio (Libenskof)
  6. Canzone spagnolo Omaggio all'augusto duce (Don Alvaro)
  7. Canzone inglese Del grand'Enrico (Sidney)
  8. Canzone francese Madre del nuovo Enrico (Belfiore, Contessa)
  9. Tirolese Più vivace e più fecondo (Madama Cortese, Don Profondo)
  10. Strofe d'improvviso All'ombra amena (Corinna)
  11. Coro Viva il diletto augusto regnator (Tutti)

## Brani significativi
- Che miro! ah! qual sorpresa!, scena (Contessa, Tutti)
- Sì, di matti una gran gabbia, sestetto (Barone, Don Profondo, Don Alvaro, Melibea, Conte, Madama Cortese)
- Medaglie incomparabili, aria di Don Profondo
- Ah! A tal colpo inaspettato, gran pezzo concertato a 14 voci
- All'ombra amena, strofe di improvviso di Corinna

## Discografia
| Anno | Cast (Corinna, Melibea, Contessa, Madama, Belfiore, Libenskof, Sidney, Profondo, Trombonok, Alvaro)                                                                         | Direttore         | Etichetta                                           |
| ---- | --- | ----------------- | --------------------------------------------------- |
| 1984 | Cecilia Gasdia, Lucia Valentini Terrani, Lella Cuberli, Katia Ricciarelli, Eduardo Giménez, Francisco Araiza, Samuel Ramey, Ruggero Raimondi, Enzo Dara, Leo Nucci          | Claudio Abbado    | Fonit Cetra (Italia) - Deutsche Grammophon (estero) |
| 1992 | Sylvia McNair, Lucia Valentini Terrani, Luciana Serra, Cheryl Studer, Raúl Giménez, William Matteuzzi, Samuel Ramey, Ruggero Raimondi, Enzo Dara, Lucio Gallo               | Claudio Abbado    | Sony Classical                                      |
| 2014 | Laura Giordano, Marianna Pizzolato, Sofia Mchedlishvili, Alessandra Marianelli, Bogdan Mihai, Maksim Mironov, Mirco Palazzi, Bruno de Simone, Bruno Praticò, Gezim Myskheta | Antonino Fogliani | Naxos Records                                       |

## Videografia
| Anno | Cast (Corinna, Melibea, Contessa, Madama, Belfiore, Libenskof, Sidney, Profondo, Trombonok, Alvaro)                                                                                 | Direttore         | Etichetta |
| ---- | --- | ----------------- | --------- |
| 2003 | Elena de la Merced, Paula Rasmussen, Mariola Cantarero, Maria Bayo, José Bros, Kenneth Tarver, Simon Órfila, Nicola Ulivieri, Enzo Dara, Angel Ódena                                | Jesús López-Cobos | TDK       |
| 2009 | Patrizia Ciofi, Daniela Barcellona, Annick Massis, Carmela Remigio, Juan Francisco Gatell, Dmitrij Korchak, Alastair Miles, Nicola Ulivieri, Bruno Praticò, Fabio Maria Capitanucci | Ottavio Dantone   | Vox Imago |